# Loxofidonia pallidistriga
Loxofidonia pallidistriga là một loài bướm đêm trong họ Geometridae.